# Gregory Peck

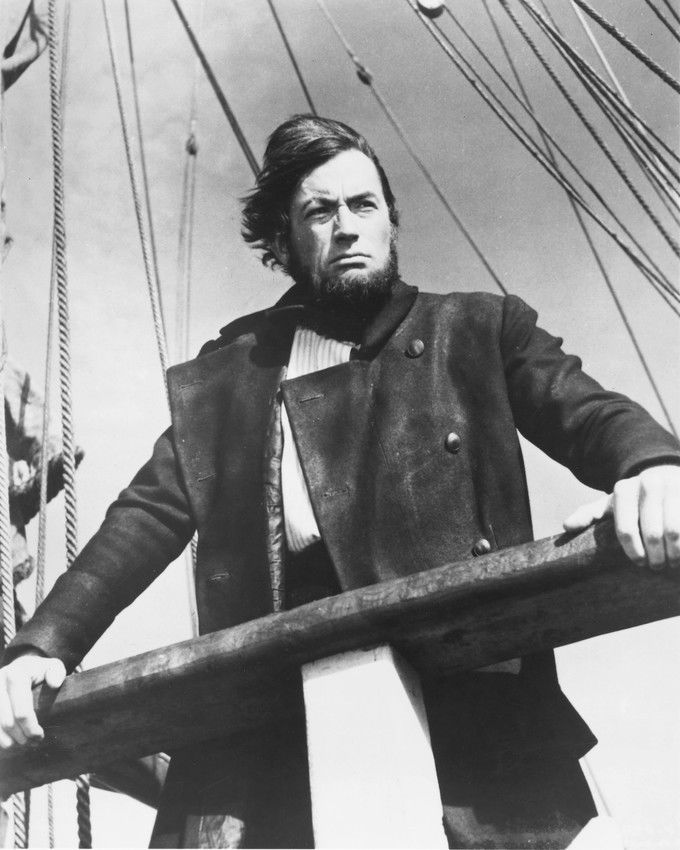
Peck en uno de sus más memorables roles interpretativos encarnando al capitán Ahab en el film Moby Dick (1956).

Eldred Gregory Peck, conocido como Gregory Peck (San Diego, 5 de abril de 1916-Los Ángeles, 12 de junio de 2003), fue un actor estadounidense y una de las estrellas de cine más populares entre los años 1940 y 1970. Por su actuación de Atticus Finch en la película Matar a un ruiseñor (1962) obtuvo el Premio Óscar al mejor actor.
Peck también recibió nominaciones para el Óscar por su actuación en Las llaves del Reino (1944), The Yearling (1946), Gentleman´s Agreement (1947) y Twelve O'Clock High (1949). Lyndon B. Johnson, presidente de Estados Unidos, otorgó a Peck la Medalla Presidencial de la Libertad en 1969 por sus esfuerzos humanitarios. En 1999, el Instituto Americano de Films nombró a Peck como la 12ª mayor estrella masculina del Hollywood Clásico.

## Primeros años
Eldred Gregory Peck nació el 5 de abril de 1916 en San Diego (California) en la comunidad de La Jolla, hijo de Gregory Pearl Peck, un químico y farmacéutico de ascendencia inglesa-irlandesa, y Bernice Mae Ayres, de ascendencia inglesa y escocesa. El padre de Peck era católico y su madre se convirtió al catolicismo después de casarse. A pesar de una estricta vida centrada en el catolicismo, sus padres se divorciaron cuando él tenía 5 años, y fue criado por su abuela materna, que lo llevaba al cine todas las semanas..
A la edad de 10 años, fue enviado a una escuela militar católica, la Academia Militar Saint John's Military Academy, en Los Ángeles.
Mientras cursaba estudios en esta academia, su abuela falleció. A los 14 años, regresó a San Diego para vivir con su padre. Estudió en el San Diego High School, y tras graduarse en 1934, se matriculó durante un año en la Escuela Normal del Estado de San Diego (actualmente conocida como San Diego State University). Allí se unió al equipo de atletismo, tomó sus primeros cursos de teatro y oratoria y se afilió a la fraternidad Epsilon Eta.
Como su padre era farmacéutico, se propuso estudiar medicina en la Universidad de California, Berkeley, como estudiante de inglés y premédico, pero abandonó la idea cuando descubrió su vocación por la interpretación en el grupo de teatro de la facultad.
Con una altura de 1,91 m, fue remero en el equipo de remo de la universidad. Aunque la matrícula sólo costaba $26 al año, Peck seguía teniendo problemas para pagarla y aceptó un trabajo como "hasher" (ayudante de cocina) para la Gamma Phi Beta a cambio de comidas.
En Berkeley, la voz profunda y bien modulada de Peck llamó la atención y, tras participar en un curso de oratoria, decidió probar con la interpretación. Le animó un profesor de interpretación que vio en él el material perfecto para el teatro universitario, y Gregory se interesó cada vez más. Fue reclutado por Edwin Duerr, director del Little Theater de la universidad, y actuó en 5 obras durante su último año, incluyendo el papel de Starbuck en Moby Dick. Peck dijo más tarde sobre sus años en Berkeley que "fue una experiencia muy especial para mí, y tres de los mejores años de mi vida. Me despertó y me convirtió en un ser humano"
En 1941 debutó en el teatro, en Broadway, con obras como The Morning Star o The Willow and I.
En 1996, Peck donó $25.000 al equipo de remo de Berkeley en honor a su entrenador, el conocido Ky Ebright.
Fue a actuar y a estudiar interpretación a Nueva York, en la famosa Neighborhood Playhouse. 

## Carrera cinematográfica
En 1944 abandonó los escenarios para centrar su carrera en el cine. Su debut cinematográfico se produjo con Días de gloria (1944), película bélica dirigida por el director franco-estadounidense Jacques Tourneur (era el momento de colaboración bélica con la URSS).
El éxito le llegó con su segunda película, Las llaves del reino (1944), del gran director John M. Stahl, por la cual fue nominado al Óscar por primera vez.
En 1945, Alfred Hitchcock le confió el papel protagonista de Spellbound, coprotagonizada por Ingrid Bergman; y luego rodaría con él El proceso Paradine. Y conmovió a los espectadores en la apasionada y trágica escena final del drama en el Oeste, Duelo al sol de King Vidor (1947), con Jennifer Jones.
Fue considerado un actor de versatilidad limitada, pero muy sobrio y eficaz en los papeles que se le acomodaban, dueño de una sólida prestancia escénica e innegable atractivo masculino, cuya característica principal era la destacable expresión de su torva mirada con que remarcaba sus personajes. Intervino en wésterns, comedias, películas bélicas, románticas y costumbristas, etc.
Algunos de los títulos de las películas que interpretó son: La barrera invisible (1947), de Elia Kazan; Cielo amarillo (1948), de William A. Wellman; David y Betsabé (1951) junto a Susan Hayward; El mundo en sus manos (1952) junto a Anthony Quinn; Vacaciones en Roma (1953) y Horizontes de grandeza (1958), ambos de William Wyler, donde se codeó con Audrey Hepburn y Jean Simmons, respectivamente, The Bravados (1958) con Joan Collins y La hora final (1959) con Ava Gardner.
Luego participó en la superproducción La conquista del Oeste (1962) y tuvo papeles protagonistas en películas como: Matar a un ruiseñor (1962), por la que ganó un Óscar; Arabesque (1966) con Sophia Loren; El oro de Mackenna (1969); Yo vigilo el camino (1970); La profecía (1976) con Lee Remick; Los niños del Brasil (1978) con Lawrence Olivier y James Mason, y finalmente en The Scarlet and the Black (1983) y en Gringo viejo (1989) junto a Jane Fonda. En 1982, realizó una destacable caracterización de Abraham Lincoln en la serie para televisión The Blue and the Gray.
Una de sus más logradas interpretaciones y quizás la más recordada fue la del intrincado capitán Ahab en Moby Dick, dirigida por John Huston en 1956 y su otro hito actoral fue dando vida al General Mac Arthur, en la película El general rebelde (1977), del director Joseph Sargent. Mantuvo un prolongado estatus como estrella de Hollywood durante los años 40, 50 y 60, iniciando su declive artístico en los 70. Sin embargo, fue uno de los pocos actores del cine clásico de Hollywood que se mantuvo en activo hasta finales del siglo XX.

## Vida privada
Mantuvo una entrañable amistad con la actriz Audrey Hepburn (junto a la que colaboró en tareas humanitarias) desde su participación en Vacaciones en Roma. Tuvo un corto pero intenso affaire con Ingrid Bergman durante el rodaje del filme Spellbound, Peck se referiría a Bergman como el "amor de su vida" en su madurez; no obstante, cultivó una imagen de hombre discreto, correcto e íntegro en toda su vida pública.
En 1942 contrajo matrimonio con Greta Kukkonen, una peluquera finlandesa que trabajaba en los estudios cinematográficos. Con ella tuvo tres hijos, Jonathan (1944-1975), Stephen (1946) y Carey Paul (1949), pero terminó divorciándose en 1955 para contraer segundas nupcias con la periodista francesa Véronique Passani, con quien tuvo a Anthony (1956) y Cecilia (1958). Peck nunca pudo superar totalmente el divorcio de sus padres ni el suicidio de su primogénito, Jonathan Peck contando 31 años, acaecido en 1975.
Murió mientras dormía en su casa el 12 de junio de 2003 a los 87 años a causa de una bronconeumonía, con su esposa Véronique junto a él. Fue sepultado en el mausoleo de la Catedral de Nuestra Señora de los Ángeles; en la ciudad de Los Ángeles, California (EE. UU.). Su panegírico fue leído por su compañero actoral Brock Peters, su defendido en el film Matar un ruiseñor.

## Actividad social
En sus últimos años estuvo muy vinculado a la vida cultural de Los Ángeles, al frente de uno de los programas de la biblioteca de esta ciudad para promocionar la lectura. Peck estuvo al frente de numerosas obras de caridad y movimientos políticos. Presidió la Sociedad Americana del Cáncer, el Instituto Americano del Cine y la Academia de Artes y Ciencias Cinematográficas de Hollywood. Se opuso a la guerra de Vietnam y se planteó presentarse para evitar la reelección de Ronald Reagan como gobernador de California, pero finalmente no lo hizo.

Galería de imágenes: Gregory Peck
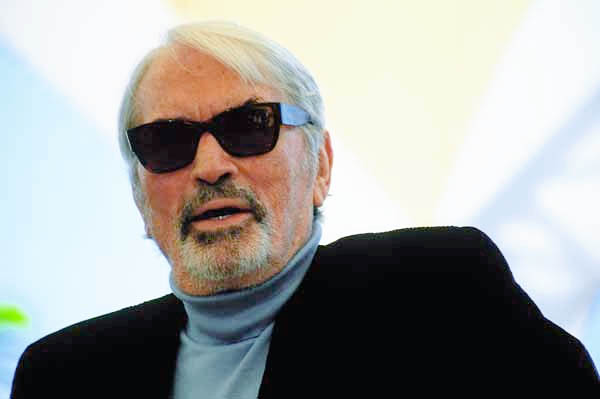
Gregory Peck, año 2000.
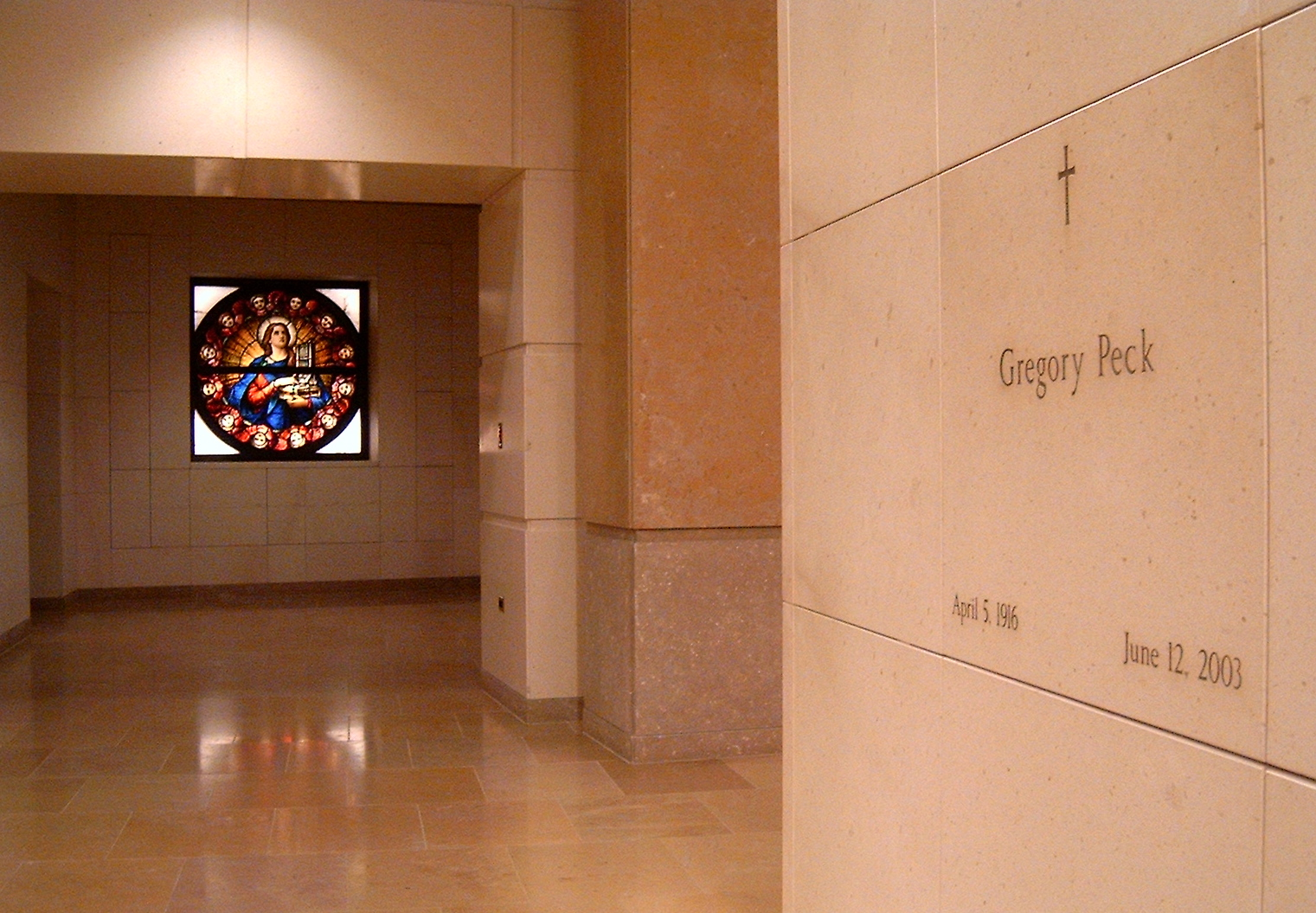
Tumba de Gregory Peck en la Catedral de Nuestra Señora de los Ángeles.
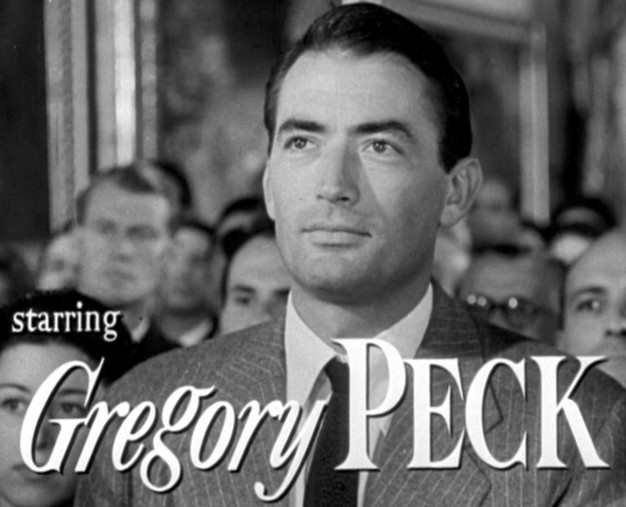
Gregory Peck en el tráiler de Vacaciones en Roma.
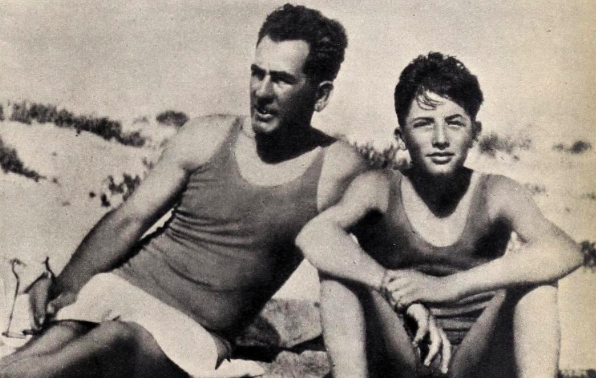
Peck (a la derecha) con su padre, c. 1930.
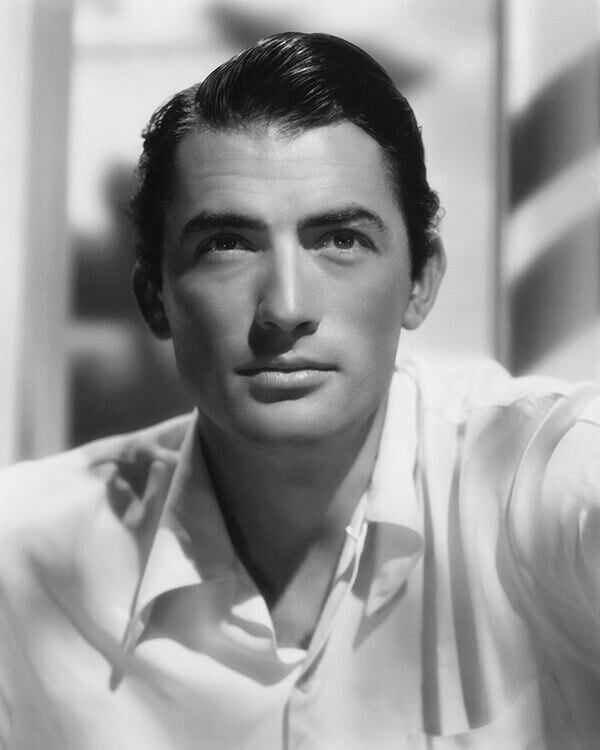
Peck en una fotografía de estudio (1940).
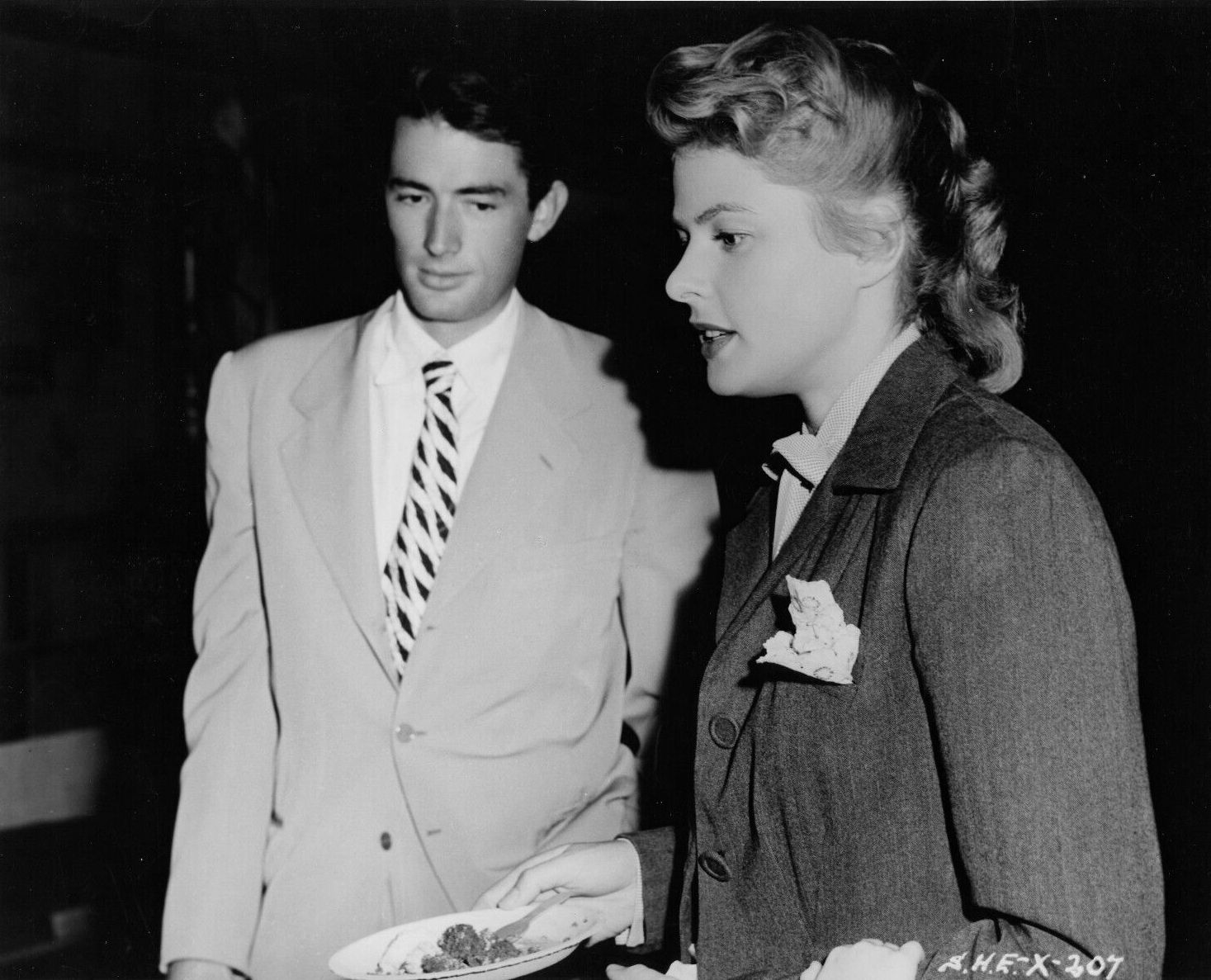
Peck junto a Ingrid Bergman en Spellbound (1945).

## Premios
Premios Óscar
| Año  | Categoría                        | Película                         | Resultado |
| ---- | -------------------------------- | -------------------------------- | --------- |
| 1946 | Mejor actor                      | Las llaves del reino             | Nominado  |
| 1947 | Mejor actor                      | El despertar                     | Nominado  |
| 1948 | Mejor actor                      | La barrera invisible             | Nominado  |
| 1950 | Mejor actor                      | Almas en la hoguera              | Nominado  |
| 1963 | Mejor Actor                      | Matar a un ruiseñor              | Ganador   |
| 1967 | Premio humanitario Jean Hersholt | Premio humanitario Jean Hersholt | Ganador   |

Premios BAFTA
| Año  | Categoría   | Película            | Resultado |
| ---- | ----------- | ------------------- | --------- |
| 1962 | Mejor actor | Matar a un ruiseñor | Nominado  |
| 1953 | Mejor actor | Vacaciones en Roma  | Nominado  |

Festival Internacional de Cine de Cannes
| Año  | Categoría       | Resultado |
| ---- | --------------- | --------- |
| 1989 | Premio Especial | Ganador   |

Festival Internacional de Cine de San Sebastián
| Año  | Categoría       | Resultado |
| ---- | --------------- | --------- |
| 1986 | Premio Donostia | Ganador   |